# Обещай мне, папа
«Обещай мне, папа» (англ. Promise Me, Dad: A Year of Hope, Hardship, and Purpose) — книга мемуаров, изданная в 2017 году американским политиком Джо Байденом, ранее занимавшим должность вице-президента, а в 2020 году  ставшим президентом страны.

## О книге
Книга «Обещай мне, папа» была написана Байденом в память о его старшем сыне Бо, скончавшемся в 2015 году от опухоли мозга в возрасте 46 лет. Политик описал своего сына как обладающего «всем лучшим во мне, но с исправленными ошибками и недостатками».
В автобиографии Байден также рассказал о политических последствиях смерти сына: его решение не баллотироваться на пост главы государства на выборах 2016 года было в значительной степени связано с горем, которое он все ещё достаточно серьёзно переживал .
Название книги было навеяно разговором Байдена с Бо после того, как его рак начал значительно прогрессировать. Смирившись со своей скорой смертью, Бо заверил отца в том, что, что бы ни случилось, с ним все будет в порядке. Затем он попросил своего отца пообещать то же самое в ответ.
В январе 2021 года российское издательство «Эксмо» объявило о намерении в апреле того же года впервые выпустить мемуары Байдена в переводе на русский язык.

## Реакция
Журналисты из издания «Vanity Fair» назвали книгу «оживлённым, часто вдохновляющим чтением, следствием врождённой весёлости её автора и неудержимой откровенности».